# Parrhesia
Parrhesia (укр. Парресія) — п'ятий студійний альбом американського рок-гурту Animals as Leaders, що вийшов 2022 року на лейблі Sumerian Records.
Альбом записали протягом 2021 року під керівництвом продюсера Міши Мансура, гітариста гурту Periphery. Він складався з дев'яти інструментальних композицій, які зберігали характерні риси Animals as Leaders: віртуозне виконання, звучання двох перевантажених восьмиструнних гітар на фоні барабанів із широким використанням складних ритмічних малюнків. На композиції «Monomyth», «The Problem of Other Minds», «Micro-Agressions» та «Red Miso» зняли відеокліпи.
Parrhesia отримала схвальні відгуки від музичних критиків та підтвердила провідні позиції Animals as Leaders серед гуртів, що виконують прогресивний метал та джент.

## Запис альбому
У 2021 році з'явилися перші повідомлення про запис п'ятого альбому американського рок-гурту Animals as Leaders, який виконував інструментальний прогресивний метал. Ця платівка стала їхнім першим релізом після альбому The Madness of Many, що вийшов у 2016 році. Засновник Animals as Leaders гітарист-віртуоз Тосін Абасі, ритм-гітарист Хав'єр Реєс та барабанщик Метт Гарстка записували альбом протягом 2021 року, і фрагменти демо-версій час від часу з'являлися в соціальних мережах. Паралельно Абасі працював над власною моделлю електрогітари Space T, що вироблялася компанією Abasi Concepts, а Реєс писав музику для вигаданого гурту The Relentless, персонажів американського телесеріалу Paradise City. 9 серпня 2021 року Тосін Абасі в Інстаграмі повідомив, що закінчив запис останніх гітарних партій для наступного альбому Animals as Leaders.

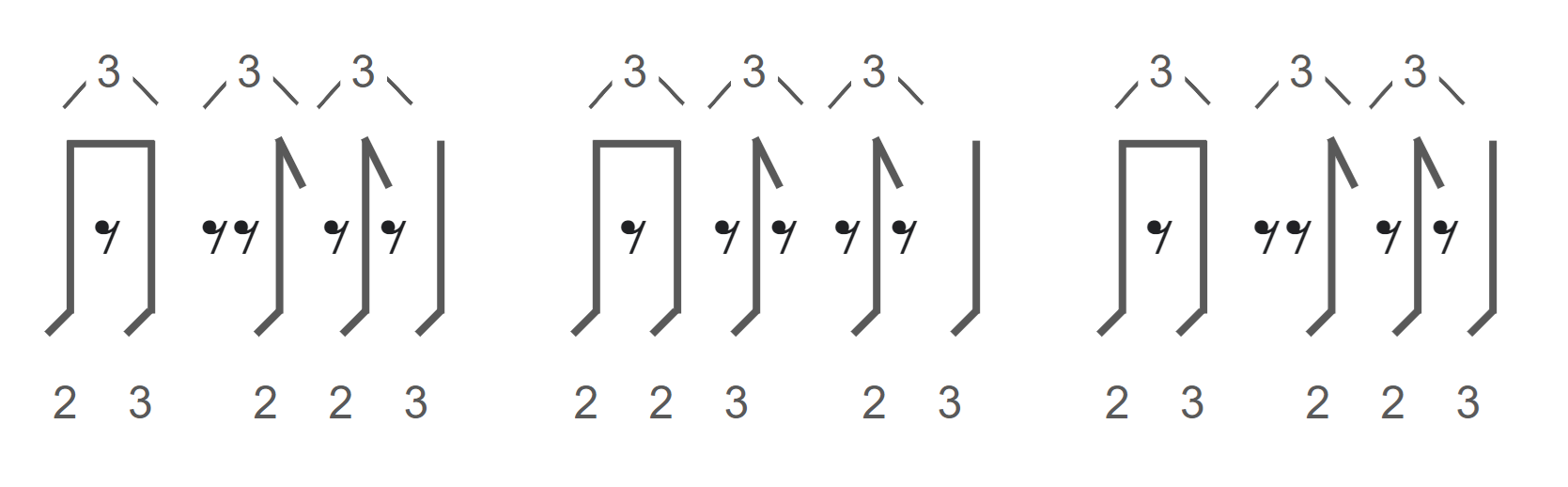
Нотний запис ритмічного малюнку композиції «Monomyth»

Над п'ятим альбомом музиканти працювали найбільше часу у порівнянні з попередніми студійними платівками. «Ми дозволяли кожній пісні справді щось сказати, і хотіли були впевнені в матеріалі. Не було жодного тиску. Ми хотіли відчути природне натхнення. Натхнення та творчість — це не кран, який можна просто відкрити або закрити». Більшість пісень визрівали поступово під час спільної роботи, хоча деякі з них, як, наприклад, написана останньою «Monomyth», з'явилися одразу з конкретних ідей. Продюсером цього альбому, як і попередніх, став Міша Мансур з Periphery. За зведення відповідали Нік Морзов та гітарист Хав'єр Реєс. Роль Морзова була більшою, аніж у звичайного звукоінженера: він мав можливість долучатися до процесу створення пісень та навіть додавати власні партії. До зведення долучалися й інші учасники гурту, в результаті обираючи той варіант, який всім подобався більше.
За словами Тосіна Абасі, основними елементами записаної музики були її складність для виконання, а також доречне використання власної віртуозності. Музиканти погоджувалися з тим, що їхні композиції завжди містили елементи «хизування», бо, наприклад, за два роки до цього в журналі Guitar World Абасі було визнано другим у списку найкращих гітаристів десятиліття (після Марка Тремонті з Creed та Alter Bridge). Через це гурт намагався грати складні партії, що містили як незвичні ритми, так і нетривіальні гармонії. З іншого боку, музиканти не забували про необхідність створення привабливих мелодій, тому намагалися вигадувати інструментальні партії, які можна було б проспівати. «Я думаю, що частина нашого мозку в ідеалі хоче зосередитися на привабливій музичній фразі, але ви все одно відчуваєте, що є відсоток складності, для розуміння якої вам знадобиться кілька прослуховувань», — пояснював Тосін Абасі.
Пісні Animals as Leaders втілювали складні ритмічні концепції, побудовані навколо виважених та математично прорахованих заздалегідь патернів, про які на своєму YouTube-каналі розповів барабанщик Метт Гарстка. Зокрема, Гарстка придумав ритмічний малюнок пісні «Monomyth», який можна було описати як «II III III II II III» і який став основою для мотивів протягом всієї пісні. Щоб втілити в життя цей патерн та відділити групи з двох або трьох нот, їхня тривалість мала бути ще складнішою: «2-3 2-2-3 2-2-3 2-3 2-3 2-2-3» де «2» — це дві восьмих (одна четверта), «3» — три восьмих (одна четверта з крапкою). Надалі було придумано метричну модуляцію, в якій місце двох нот посіли три, а місце трьох — п'ять, що перетворило весь ритм на «3-5 3-3-5 3-3-5 3-5 3-5 3-3-5», де «3» — це три шістнадцятих, а «5» — це п'ять шістнадцятих. В результаті композиція містила поліритми, де схожий набір акцентів розподілявся протягом різної кількості тактів. На відміну від «Monomyth», «Red Miso» стала показовим зразком колективної творчості. Пісню було створено на гітарному рифі Абасі, написаному в розмірі 7/8, де ефект ділея (повторення) було синхронізовано з темпом композиції; Метт Гарстка написав барабанний ритм в темпі «халф-тайм», зміщуючи удар по малому барабану на півдолі в межах такту; а ідею додати насичене барабанне соло в кінці пісні в останній момент запропонував Хав'єр Реєс.
Учасники запису
| Animals as Leaders - Тосін Абасі — соло-гітара - Хав'єр Реєс — ритм-гітара - Метт Гарстка — барабани | Інші - Міша Мансур — виробництво, аранжування синтезаторів, бас - Нік Морзов — зведення - Хав'єр Рейєс — зведення - Франческо Камеллі — запис барабанів - Єнс Богрен — мастеринг |

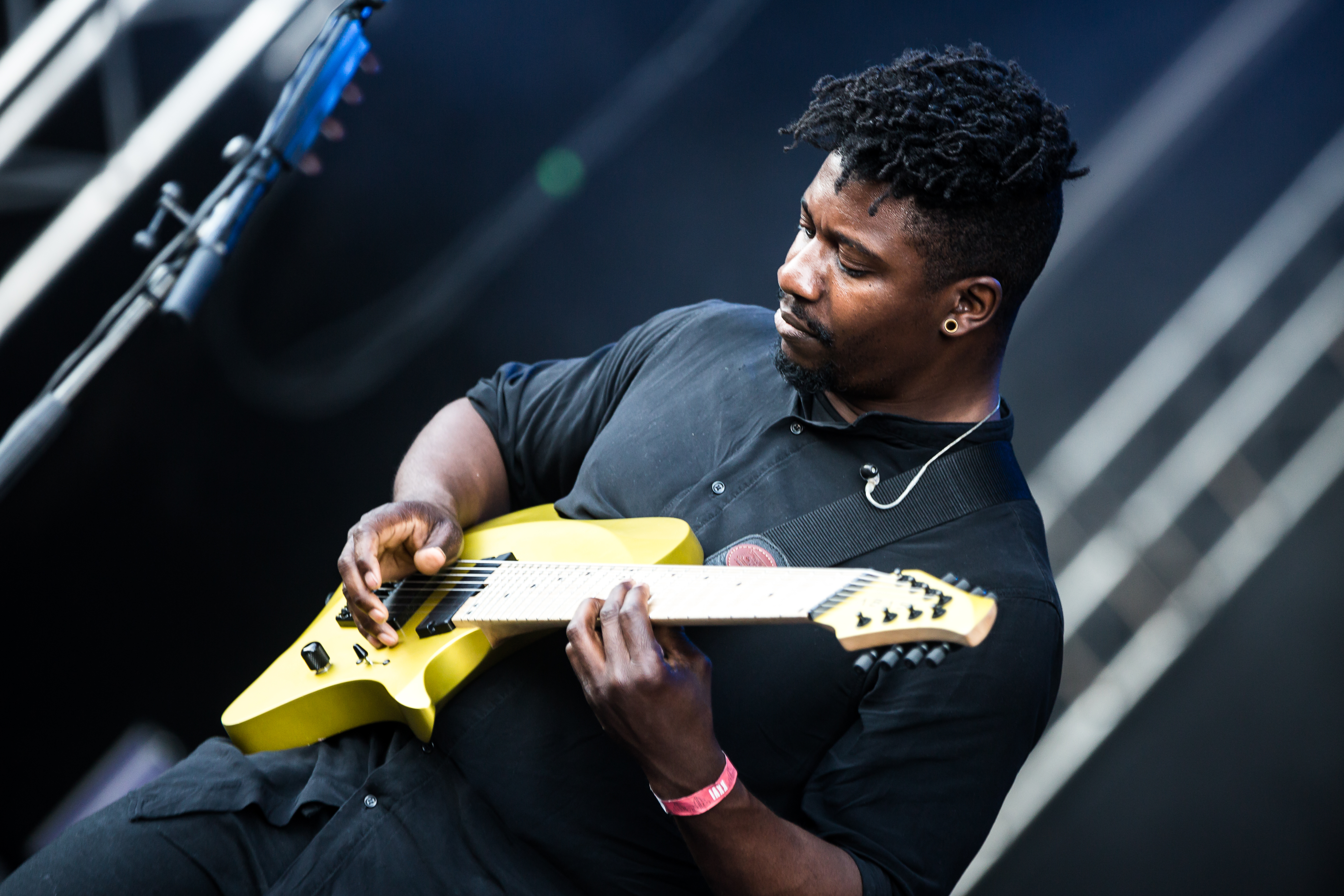
Тосін Абасі
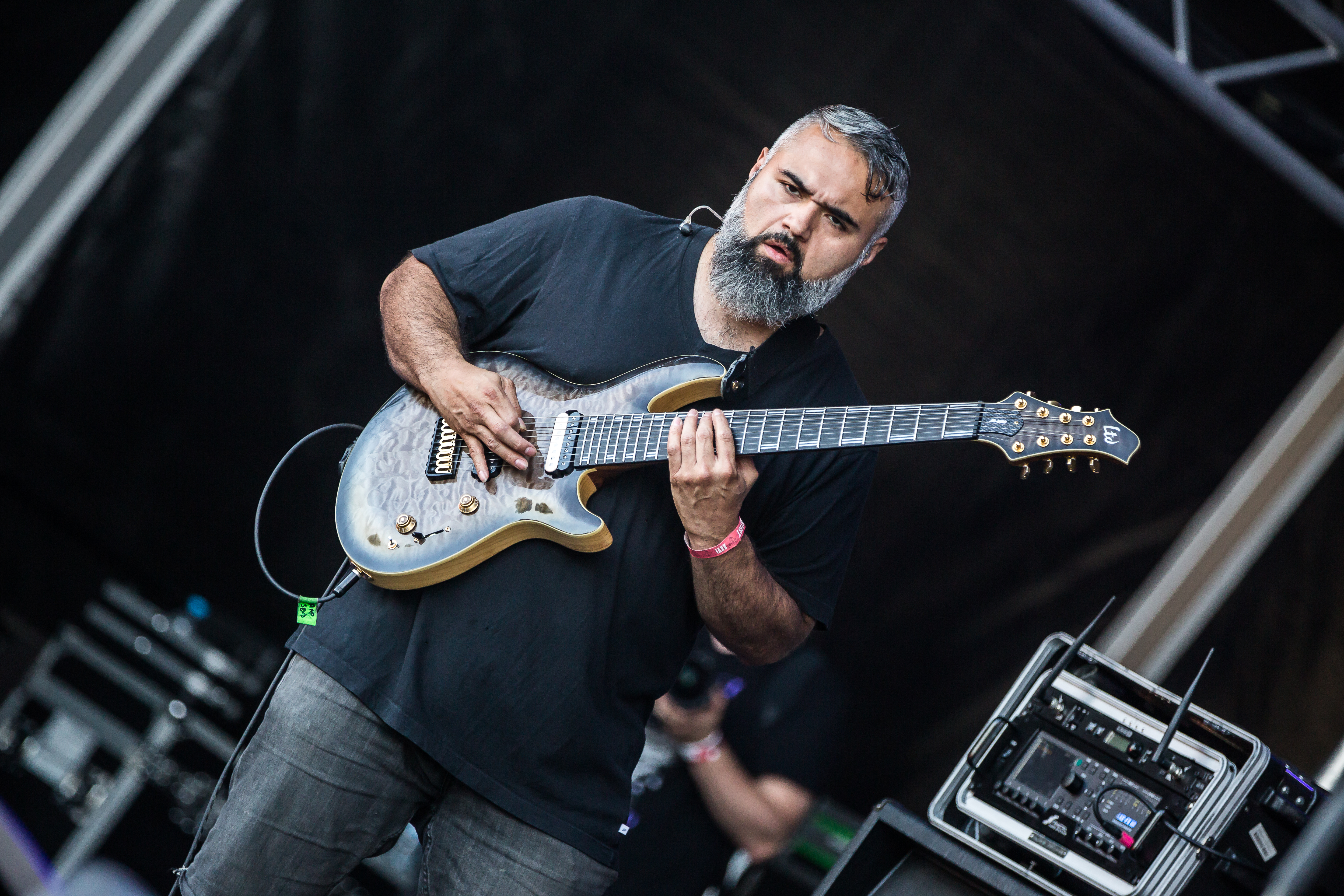
Хав'єр Реєс
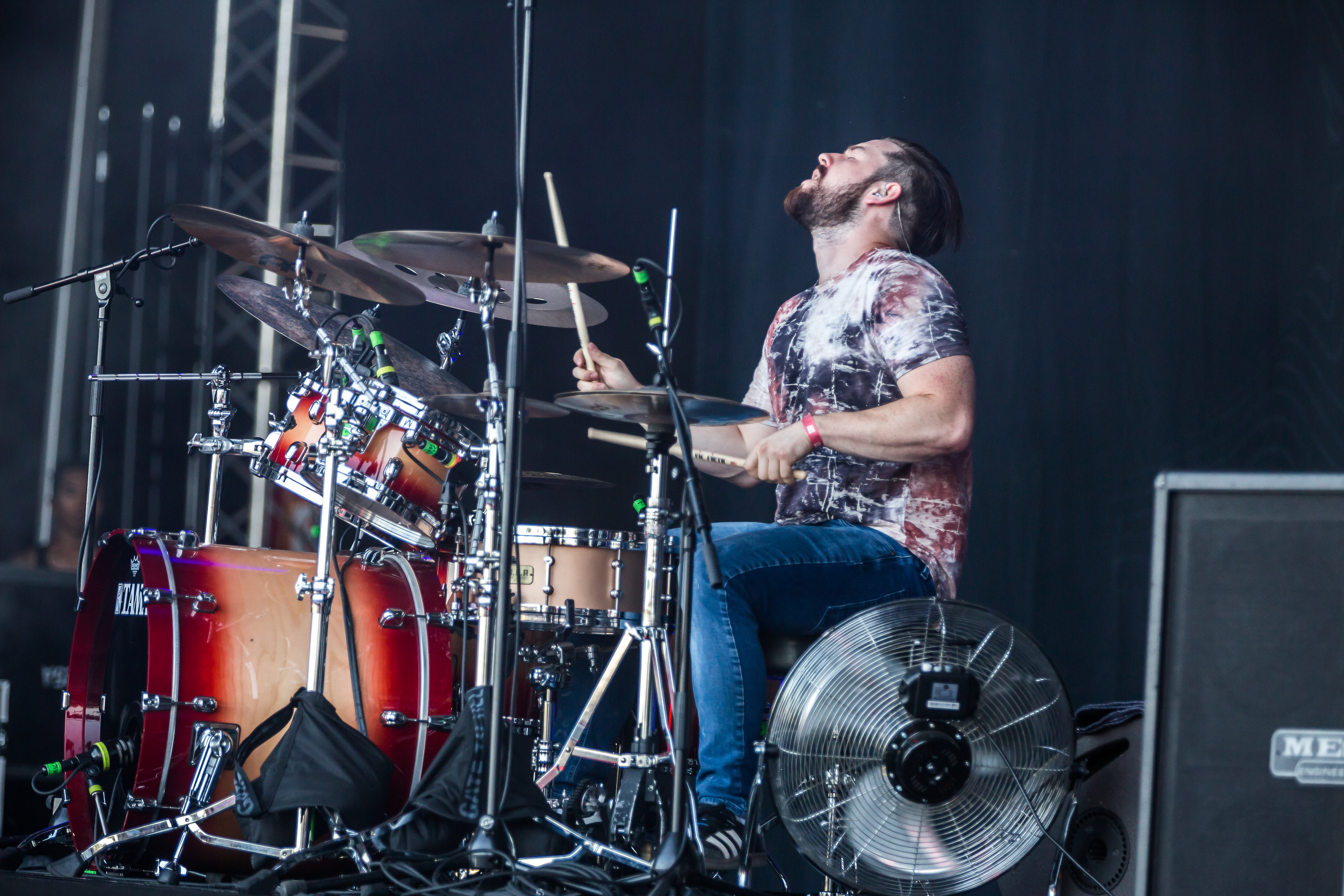
Метт Гарстка

## Вихід синглів та альбому
2 вересня 2021 року вийшла перша нова пісня Animals as Leaders за п'ять років — «Monomyth». Одночасно з синглом вийшов відеокліп «Monomyth», який зняла режисерка Телавая Рейнольдс. Того ж дня гурт повідомив про перепідписання контракту з інді-лейблом Sumerian Records, з яким співпрацював з 2014 року. За два місяці, 18 листопада 2021 року, було офіційно оголошено назву, обкладинку та дату релізу наступного альбому. Платівка отримала назву Parrhesia та мала вийти 25 березня 2022 року. Разом з анонсом оприлюднили другий сингл та відеокліп «The Problem of Other Minds». Коментуючи вихід платівки, Тосін Абасі зауважив: «Ми дуже пишаємося цією колекцією пісень, а також візуальними компонентами, і раді поділитися ними з усіма вами». В лютому 2022 року Animals as Leaders видали третій сингл, яким стала пісня «Gordian Naught» — на неї не знімали повноцінного відеокліпу, лише опублікували візуалізатор. 

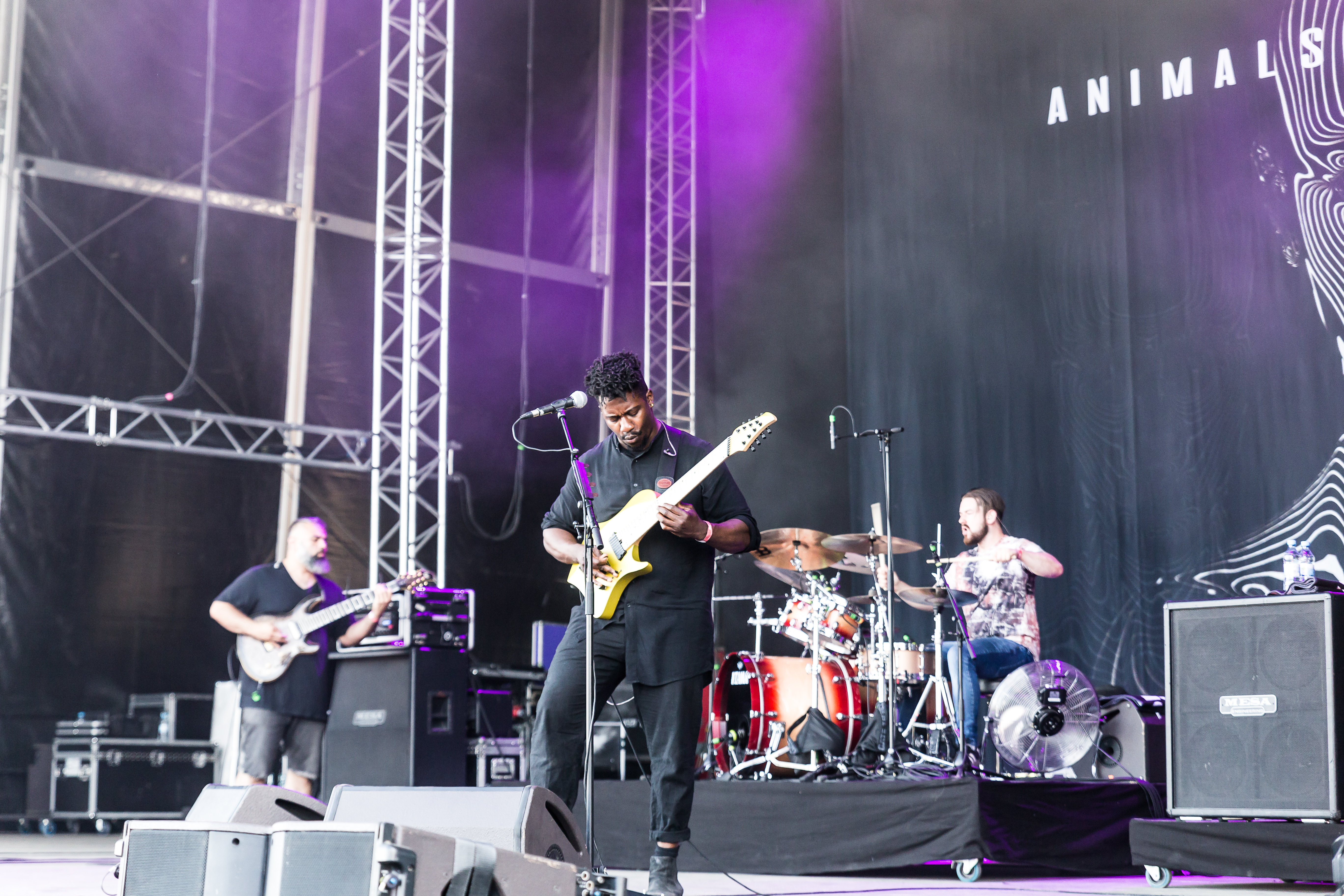
Animals as Leaders

Альбом Parrhesia було опубліковано 25 березня 2022. Його можна було придбати як на грамофонних платівках або компакт-дисках, так і на стрімінгових платформах. Того ж дня гурт випустив сингл та відеокліп на пісню «Micro-Aggressions». Концертне турне The Parrhesia Tour на підтримку нового альбому розпочалося з виступів в Північній Америці. Організатором концертів стала компанія Live Nation Entertainment, а кожен виступ складався з двох частин, під час однієї з яких гурт виконував всі пісні з Parrhesia. Протягом березня та квітня Animals as Leaders виступили у 19 американських містах за підтримки канадського прогресив-метал-колективу Intervals. Осіння гілка турне також відбулася в США, з жовтня по листопад 2022 року. Animals as Leaders виступали разом з гуртами Incubus, Lamb of God та Killswitch Engage, а «спеціальними гостями» були колективи Car Bomb та Alluvial. Закінчили рік музиканти трьома великими концертами в Латинській Америці: у Бразилії, Аргентині та Чилі. 

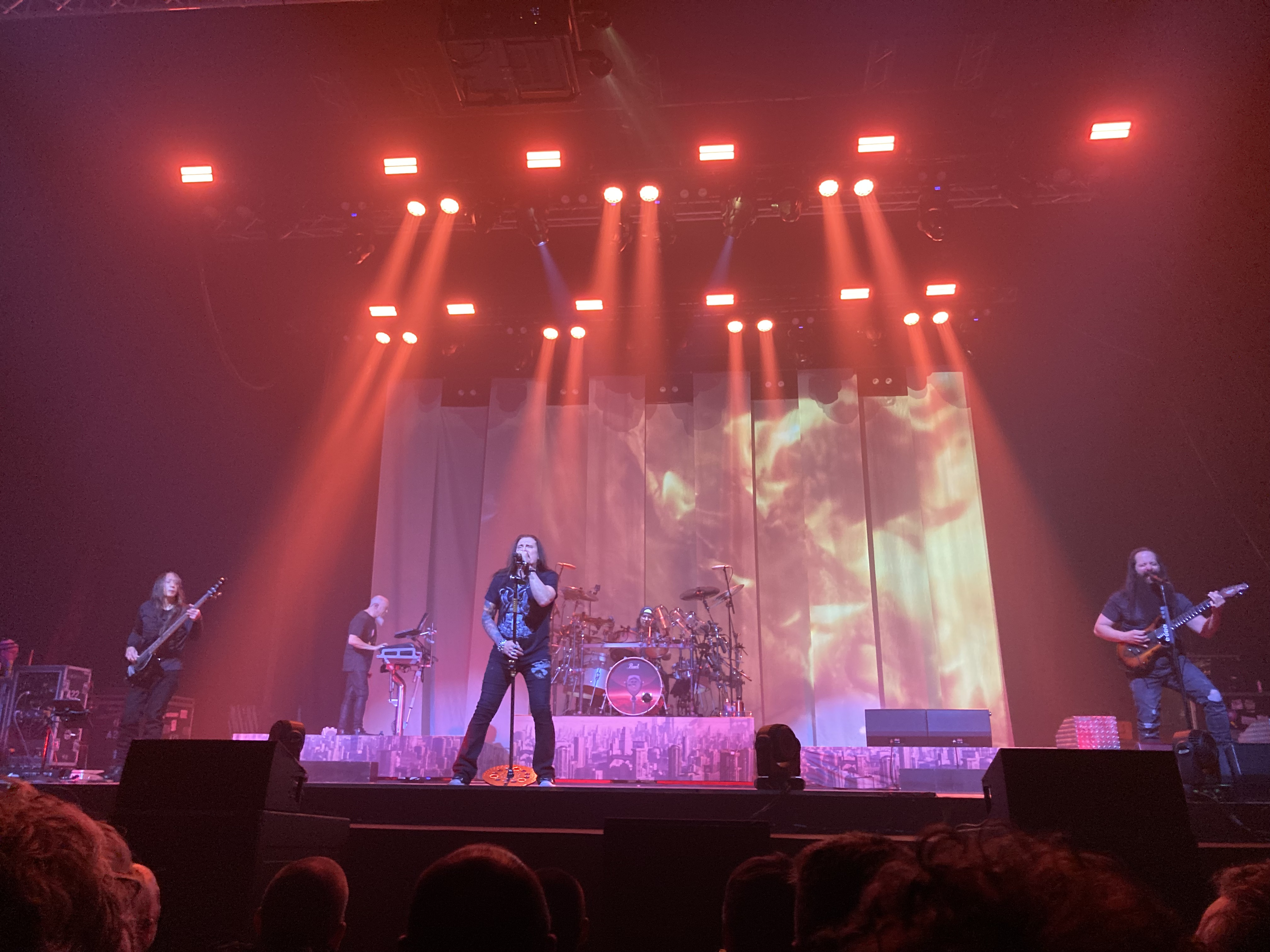
Dream Theater

15 січня 2023 року вийшла версія Parrhesia з об'ємним звучанням, яку звели за допомогою технології Dolby Atmos. За словами Хав'єра Реєса, «перезведення... в Dolby Atmos стало абсолютно новим і захопливим досвідом; Atmos має здатність змусити слухача відчути себе зануреним у мікс і відчути музику буквально з усіх боків; це дійсно нова ера для музики». Одночасно з цим гурт випустив музичне відео на пісню «Red Miso». В січні 2023 року Animals as Leaders мали вирушити в Європу, але за декілька днів до початку турне концерти відклали. У квітні гурт виступив в Японії та Австралії, а влітку 2023 року разом з Девіном Таунсендом вони стали «спеціальними гостями» у масштабному турне Dream Theater Dreamsonic, що відбулося в Північній Америці. Нарешті, в листопаді Animals as Leaders повернулися до Європи, щоб відіграти відкладені концерти, перенесені з січня: окрім чотирьох концертів у Великій Британії, гурт завітав до Франції, Швейцарії, Італії, Німеччини та Нідерландів. 

## Зміст альбому

### Назва та обкладинка

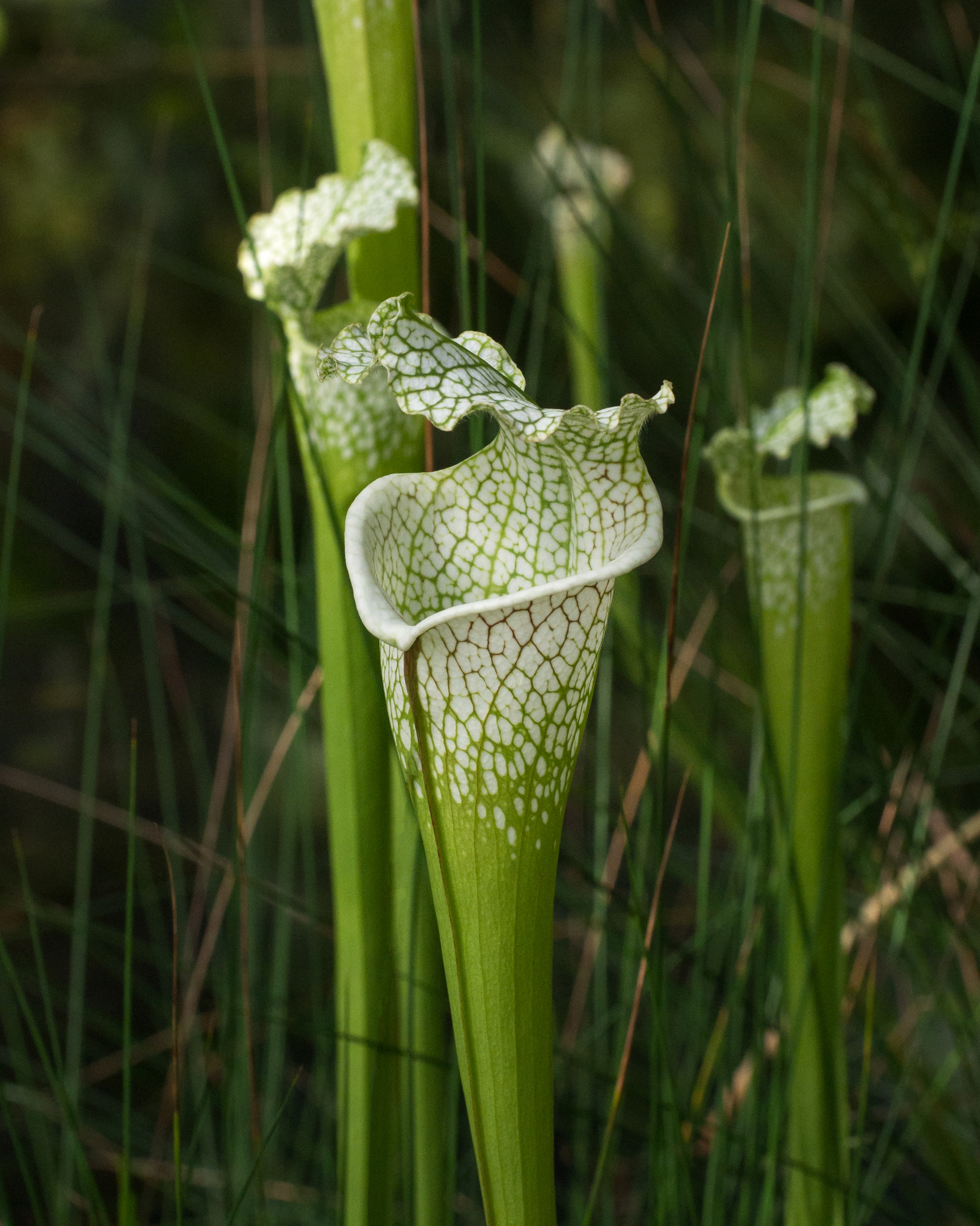
Sarracenia leucophylla — квітка з обкладинки альбому

Назва альбому Parrhesia (укр. Парресія) походить від давньогрецького слова «παρρησία», що означає «вільна промова». Всередині буклета до альбому музиканти уточнили його визначення: «відвертість, справедливість або сміливість мови; також практика заздалегідь просити вибачення за такий спосіб промови». Коментуючи назву альбому, Тосін Абасі пояснював, що музикантів ніхто не примушував писати пісні, вони мали достатньо часу та креативного простору, щоб спробувати різні варіанти та техніки, саме тому гурт зміг еволюціонувати та «по-новому поглянути на музику».
На одному з варіантів обкладинки альбому зображено квітку, навколо якої обвивається змія; інша версія — це чорно-біла світлина змії навколо виделки. Авторкою оформлення платівки стала лос-анджелеська дизайнерка Телавая Рейнольдс: «Мені хотілося створити щось прекрасне, але водночас хвилююче». У своєму Інстаграмі дизайнерка зазначила, що на фото зображено квітку Sarracenia leucophylla, а змію надала компанія Karl Miller's Reptiles. 

### Музичний стиль
Музичний стиль Animals as Leaders вирізнявся широким використанням незвичайних тактових розмірів, нестандартних ритмів, в яких одні й ті самі проміжки часу розділялися на різну кількість частин. Серед музичної спільноти тріо музикантів із незвичним складом — два гітаристи, що грали на восьмиструнних інструментах, та барабанщик — Animals as Leaders були добре знані як виконавці-віртуози. Їхню музику спочатку категоризували як «джент», різновид прогресивного металу, в якому часто використовуються заглушені гітарні акорди на низьких струнах, із сильно перевантаженим звучанням. Власне, одним з музикантів, що популяризував термін «джент», став музикант Periphery Міша Мансур, який продюсував альбоми Animals as Leaders. Проте згодом стиль гурту еволюціонував: дебютну однойменну платівку 2009 року побудували навколо гітарних партій, бо записана повністю Тосіном Абасі; на другій (Weightless, 2011) та третій (The Joy of Motion, 2014) під впливом Реєса та Гарстки з'явилися елементи ф'южна; і, нарешті, на четвертій (The Madness of Many, 2016) вплив ф'южна, джазу та класичної музики почав переважати «металічні» корені, а окрім електрогітар з'явилися акустичні інструменти. На п'ятому альбому Parrhesia музиканти намагалися мінімізувати самоповторення та зробити щось нове, використовуючи вже відомі елементи стилю, але створивши з них «досить прямолінійний альбом».
Творчість Animals as Leaders часто називали «музикою для музикантів» через надвисокий рівень технічної майстерності кожного з музикантів тріо. На думку оглядачів видань Guitar.com та Kerrang!, на Parrhesia їм вдалося залишитися на тому ж рівні віртуозності, яку встановили на попередніх альбомах гурту, але поєднати це із «людяністю», створивши емоційні композиції, які не звучали так, нібито їх виконує комп'ютерна програма. Для запису альбому в студії використовувалися не лише комп'ютерні плагіни, але й справжні підсилювачі звуку, характерні для живих концертів. Сольні партії Абасі вже не були перенасиченими складними технічними елементами, на кшталт гітарних арпеджіо, а були більше сфокусованими на мелодіях. Також, окрім вже знайомого стилю джаз-ф'южну, на платівці з'явилося більше емоційних акордів, притаманних мат-року. Водночас основна формула успіху Animals as Leaders залишилася на Parrhesia незмінною: важка інструментальна музика, прогресивний метал або джент, який впав би до вподоби фанатам Meshuggah, The Faceless або Scale the Summit; насичене поєднання шалених гітарних партій на восьмиструнних гітарах, що містить як важкі акорди, так і яскраві пасажі в верхньому регістрі, яке накладається на різноманітні барабанні патерни.

### Структура альбому
| #     | Назва                        | Тривалість |
| ----- | ---------------------------- | ---------- |
| 1.    | «Conflict Cartography»       | 5:00       |
| 2.    | «Monomyth»                   | 3:26       |
| 3.    | «Red Miso»                   | 4:31       |
| 4.    | «Gestaltzerfall»             | 4:46       |
| 5.    | «Asahi»                      | 1:51       |
| 6.    | «The Problem of Other Minds» | 2:32       |
| 7.    | «Thoughts and Prayers»       | 5:48       |
| 8.    | «Micro-Aggressions»          | 4:10       |
| 9.    | «Gordian Naught»             | 4:48       |
| 36:56 |                              |            |

Вступна композиція «Conflict Cartography» розпочинається з гітарного звуку, схожого на звучання скрипки, а надалі виправдовує свою назву, бо містить своєрідну боротьбу музичних інструментів, які змагаються між собою за місце на передньому плані; основний риф — це повторюване технічне арпеджіо, що виконується на соло-гітарі за допомогою техніки «selective picking», на фоні якого друга гітара та барабани створюють різноманітні ритмічні патерни. Далі йде «Monomyth», побудована на синкопованому ритмі, що в останній момент вигадав барабанщик Метт Гарстка. Третя композиція «Red Miso» починається з ембієнтного програшу, де кожен інструмент отримує достатньо простору, але далі насичується гітарними ефектами та елементами електронної музики. Наступна пісня «Gestaltzerfall» поєднує гітарні партії в стилі джаз-ф'южн, подвійну бас-бочку та акордовий акомпанемент, що нагадує творчість мат-рок-гуртів Covet та Chon.
Перша половина альбому закінчується короткою інтерлюдією «Asahi»; атмосферна та насичена синтезаторами, вона контрастує з рештою композицій з альбому та дає слухачеві своєрідний «перепочинок». За нею йде «The Problem of Other Minds», в якій вже звичні елементи стилю Animals as Leaders — ритмічні малюнки Гарстки, важкі рифи Реєса та гітарне соло Абасі — накладаються на зациклений цифровий синтезаторний семпл. Наступна «Thoughts and Prayers» вирізняється зміщеними акцентами малого барабана та тарілок, а «Micro-Aggressions» — однією з найтехнічніших партій бас-гітари на альбомі та симфонічним брейкдауном в середині пісні. Закінчується платівка композицією «Gordian Naught», на якій взаємодію гітаристів порівнювали з «дуеллю драконів, що борються за позицію у відкритому небі». 

## Відеоматеріали

### Офіційні відеокліпи
«Monomyth»

 «The Problem of Other Minds»

 «Micro-Aggressions»

 «Red Miso»
Перші три відеокліпи на пісні з Parrhesia ще до виходу альбому, одночасно з релізами відповідних синглів. Відеокліп «Monomyth» зняла режисерка Телавая Рейнольдс. Його героями стали учасники колективу сучасного танцю Nohbords з Мехіко, під керівництвом хореографа Тлатуї Маза. За словами Тосіна Абасі, «це частково гарячковий сон, частково ритуал; його образи представляють безперервні спроби людини втілити трансцендентні ідеї в рух». 
Над другим відео «The Problem of Other Minds» працювала та ж команда режисерів та хореографів. На відміну від восьми чоловіків, що знялися в відео на композицію «Monomyth», цього разу танцювальний колектив складався з шести жінок. 
Третій кліп на пісню «Micro-Agressions» зняла режисерка Марі Аліз Родрігес. Головними відео персонажами стали Невротика та Агреабла, яких зіграли Стефані Кім та Жасмин Перрі. Цей кліп вийшов у день виходу Parrhesia.
Четвертий і останній відеокліп «Red Miso» вийшов після видання перезведеної версії Parrhesia, що підтримувала формат об'ємного звуку Dolby Atmos. Режисером кліпу став канадський креативний директор Ніколас Кадіма. За словами режисера, візуальна концепція кліпу витримана в стилі «цифрового сюрреалізму», а сюжет складається з трьох частин та є варіацією на тему майбутнього людства. Тривимірні моделі голів музикантів зняли на мобільні телефони за допомогою аплікації Polycam, бо учасники гурту знаходилися в різних містах та готувалися до концертного туру. Фінальна версія кліпу стала результатом інтеграції тривимірних моделей музикантів, кадрів, знятих на справжню відеокамеру, та візуальних ефектів, створених у програмах Maya та Blender.

### Навчальні відео
Тосін Абасі (електрогітара)
 «Monomyth»

 «Gordian Naught»
Метт Гарстка (барабани)
 «Conflict Cartography»

 «Monomyth»

 «Red Miso»

 «Gestaltzerfall»

 «The Problem of Other Minds»

 «Thoughts and Prayers»

 «Micro-Aggressions»

 «Gordian Naught»
Паралельно з виходом нових пісень та офіційних відеокліпів, учасники гурту записали декілька промовідео, на яких показували, як пісні з альбому Parrhesia виконуються на відповідних музичних інструментах. Так, гітарист Тосін Абасі випустив запис виконання пісні «Monomyth» на сигнатурній восьмиструнній гітарі виробництва Abasi Concepts із використанням іменного плагіну Archetype: Abasi для гітарного процесора The Quad Cortex компанії Neural DSP. Абасі показав різноманітні гітарні техніки, як то традиційні металеві рифи, «selective picking» (відтворення груп нот, поєднуючи техніки «hammer-on» лівою рукою та гру медіатором або пальцями правою), гітарні соло, поєднання «брудного» та «чистого» звучання, та приглушені «джентові» рифи. Пізніше Абасі випустив відео на пісню «Gordian Naught», в якому продемонстрував віртуальний бас, що емулював звучання бас-гітариста гурту «Intervals» Джейсона Уманскі.
Не залишився осторонь випуску промоматеріалів й барабанщик Метт Гарстка. Випускника Музичного коледжу Берклі, автора власних навчальних курсів, Гарстку визнали найкращим барабанщиком прогресивного року 2021 року. За підтримки компаній-виробників музичного обладнання Meinl Percussion та Drum Workshop, музикант записав навчальні відео для кожної з пісень з альбому, окрім «Asahi», що не містить барабанів. Половина з цих відео вийшла ще до офіційного релізу Parrhesia, а другу половину записали наприкінці березня 2022 року та видали упродовж наступних місяців. 

## Сприйняття

### Критичні відгуки
Parrhesia отримала переважно схвальні відгуки музичних критиків. Одразу в декількох виданнях альбом оцінили на чотири зірки з п'яти, або вісім з десяти. На сайті Guitar.com платівку назвали «віртуозним джентом з емоційним відтінком», відзначивши більшу привабливість п'ятого альбому гурту, попри незмінну технічну досконалість. Ден Слессор (Kerrang!) назвав Animals as Leaders «найспритнішим гуртом у світі», пообіцявши, що їхній п'ятий альбом «вивихне мозок слухачам». Оглядач Metal Injection Джордан Блум зауважив, що навряд чи платівка приверне увагу тих, хто не був прихильниками Animals as Leaders до цього, але вона вчергове довела, що у своїй справі гуртові немає рівних. У короткій рецензії на сайті Metal Hammer альбом порівняли із «розплавленим шумом, що поєднується з віртуозністю нового рівня».
На сайті Pitchfork платівку оцінили менш прихильно — на 7.3 бали з 10. Ділан Грін звернув увагу, що Animals as Leaders дотримувалися на альбомі тієї ж самої формули, яку використовували до цього протягом тринадцяти років. Нарешті, в онлайн-журналі MetalSucks Parrhesia отримала лише три зірки з п'яти: Філ Бузман назвав альбом «непоганим, але не чудовим», та визнав, що хоча його і варто послухати, але попередні чотири платівки Animals as Leaders йому подобаються більше.

### Рейтинги
В середині 2022 року Parrhesia потрапила до списку «поки що найкращих» альбомів року, опублікованому на сайті Metal Injection. На думку Ендрю Каппера, за п'ятнадцять років Animals as Leaders з сольного проєкту перетворилися на один з найвпливовіших інструментальних гуртів сучасності, яка виходить за межі «музики виключно для музикантів». З усім тим, у підсумковому огляді двадцяти найкращих альбомів року по версії Metal Injection місця Parrhesia не знайшлося.
Наприкінці 2022 року на сайті Loudwire було опубліковано список з 50 найкращих рок- та метал-альбомів року, до якого потрапила Parrhesia. На думку оглядача, альбом «аж ніяк не є революційним, але він, безсумнівно, продовжує правління тріо як лідерів інструментального джент/прог-металу».